# OGAE Second Chance Contest 1990
El IV OGAE Second Chance Contest - OGAE SCC 1990 (Concurso OGAE Segunda Oportunidad) se llevó a cabo por tercera vez consecutiva en Östersund, Suecia, a pesar de que Dinamarca había ganado el año anterior con la canción «Landet Camelot» de Lecia Jønsson. En total, 14 países participaron en esta cuarta edición en la cual Austria, Chipre, Italia y Portugal compitieron por primera vez; Irlanda y Países Bajos volvieron a competir después de su retiro del concurso del año anterior; y solamente Israel se retiró este año debido a que realizó una selección interna de su canción para Eurovisión por lo cual no pudieron participar. OGAE Italia seleccionó a la canción ganadora del Festival de la Canción de San Remo 1990, «Uomini Soli», la cual finalmente ocuparía el segundo puesto del OGAE SCC 1990. Arja Saijonmaa, ganadora del OGAE SCC 1987 por Suecia, volvió a participar este año representando a su país natal, Finlandia.
Suecia ganó el concurso, por tercera vez, con la canción «Mitt i ett äventyr» de Carola, quién ganaría posteriormente el Festival de la Canción de Eurovisión de 1991 con «Fångad av en stormvind». Por otra parte, la representante de Irlanda, Linda Martin, quien ocupó el 11.er lugar del concurso, también ganaría posteriormente el Festival de la Canción de Eurovisión de 1992 con la canción «Why me?».

## Resultado Final
| N.º | País         | Intérprete         | Canción                       | Lugar | Pts. |
| --- | ------------ | ------------------ | ----------------------------- | ----- | ---- |
| 06  | Suecia       | Carola             | «Mitt I Ett Äventyr»          | 1     | 119  |
| 07  | Italia       | Pooh               | «Uomini Soli»                 | 2     | 112  |
| 13  | Alemania     | Xanadu             | «Paloma Blue»                 | 3     | 96   |
| 09  | Dinamarca    | Birgitte Gade      | «Raek Mij Din Hand»           | 4     | 70   |
| 04  | Países Bajos | Shift              | «Heelemal»                    | 5     | 68   |
| 05  | Finlandia    | Arja Saijonmaa     | «Gabriela»                    | 6     | 61   |
| 12  | Noruega      | Tor Endresen       | «Café Le Swing»               | 6     | 61   |
| 14  | Chipre       | Katerina Chartiosa | «Mono Esi»                    | 8     | 42   |
| 08  | Austria      | Papageno           | «Papagena Sonnenkind»         | 9     | 33   |
| 03  | Reino Unido  | Kim Goody          | «Sentimental Again»           | 10    | 32   |
| 10  | Irlanda      | Linda Martin       | «All The People In The World» | 11    | 30   |
| 01  | España       | Yossek             | «Tu Nocturna Señal»           | 11    | 30   |
| 11  | Grecia       | Nikos & Mando      | «Mono Idiomas»                | 13    | 29   |
| 02  | Portugal     | Os Helena          | «Ele E Um Playboy»            | 13    | 29   |

## Tabla de votaciones
| ......Participante..... | Pts. | Bandera de España | Bandera de Portugal | Bandera del Reino Unido | Bandera de los Países Bajos | Bandera de Finlandia | Bandera de Suecia | Bandera de Italia | Bandera de Austria | Bandera de Dinamarca | Bandera de Irlanda | Bandera de Grecia | Bandera de Noruega | Bandera de Alemania | Bandera de Chipre |
| ----------------------- | ---- | ----------------- | ------------------- | ----------------------- | --------------------------- | -------------------- | ----------------- | ----------------- | ------------------ | -------------------- | ------------------ | ----------------- | ------------------ | ------------------- | ----------------- |
| España                  | 30   |                   | 4                   | 2                       |                             |                      | 5                 | 3                 | 3                  | 1                    | 2                  | 3                 |                    | 5                   | 2                 |
| Portugal                | 29   |                   |                     |                         | 2                           | 7                    |                   |                   | 5                  | 8                    | 3                  |                   | 3                  |                     | 1                 |
| Reino Unido             | 32   | 3                 | 5                   |                         | 4                           | 2                    | 2                 |                   |                    |                      | 5                  | 2                 |                    | 4                   | 5                 |
| Países Bajos            | 68   | 5                 | 3                   | 12                      |                             | 5                    | 6                 | 4                 | 7                  | 6                    | 4                  | 1                 | 5                  | 10                  |                   |
| Finlandia               | 61   | 12                | 1                   | 5                       | 8                           |                      | 10                |                   | 10                 | 3                    | 1                  | 4                 | 1                  | 6                   |                   |
| Suecia                  | 119  | 1                 | 7                   | 8                       | 12                          | 12                   |                   | 10                | 8                  | 12                   | 12                 | 5                 | 12                 | 12                  | 8                 |
| Italia                  | 112  | 6                 | 12                  | 10                      | 10                          | 10                   | 12                |                   |                    | 7                    | 7                  | 12                | 6                  | 8                   | 12                |
| Austria                 | 33   |                   | 2                   | 1                       |                             | 1                    | 8                 | 5                 |                    |                      |                    | 6                 | 7                  |                     | 3                 |
| Dinamarca               | 70   | 4                 |                     | 6                       | 7                           |                      | 4                 | 12                | 1                  |                      | 8                  | 7                 | 10                 | 7                   | 4                 |
| Irlanda                 | 30   |                   | 10                  |                         |                             | 8                    |                   | 6                 |                    | 2                    |                    |                   | 4                  |                     |                   |
| Grecia                  | 29   | 2                 |                     | 4                       | 6                           | 3                    | 3                 | 1                 | 2                  |                      |                    |                   |                    | 2                   | 6                 |
| Noruega                 | 61   | 10                | 8                   | 3                       | 1                           | 4                    | 1                 | 7                 | 6                  | 5                    | 6                  |                   |                    | 3                   | 7                 |
| Alemania                | 96   | 8                 | 6                   | 7                       | 3                           | 6                    | 0                 | 8                 | 12                 | 10                   | 10                 | 8                 | 8                  |                     | 10                |
| Chipre                  | 42   | 7                 |                     |                         | 5                           |                      | 7                 | 2                 | 4                  | 4                    |                    | 10                | 2                  | 1                   |                   |

Fuente: 